# Vereščaginskij rajon
Il Vereščaginskij rajon (in russo Верещагинский район?) è un municipal'nyj rajon (муниципальный округ) del Territorio di Perm', in Russia; il centro amministrativo è la città di Vereščagino.